# Heterodisca flavimacula
Heterodisca flavimacula là một loài bướm đêm trong họ Geometridae.